# 브라만

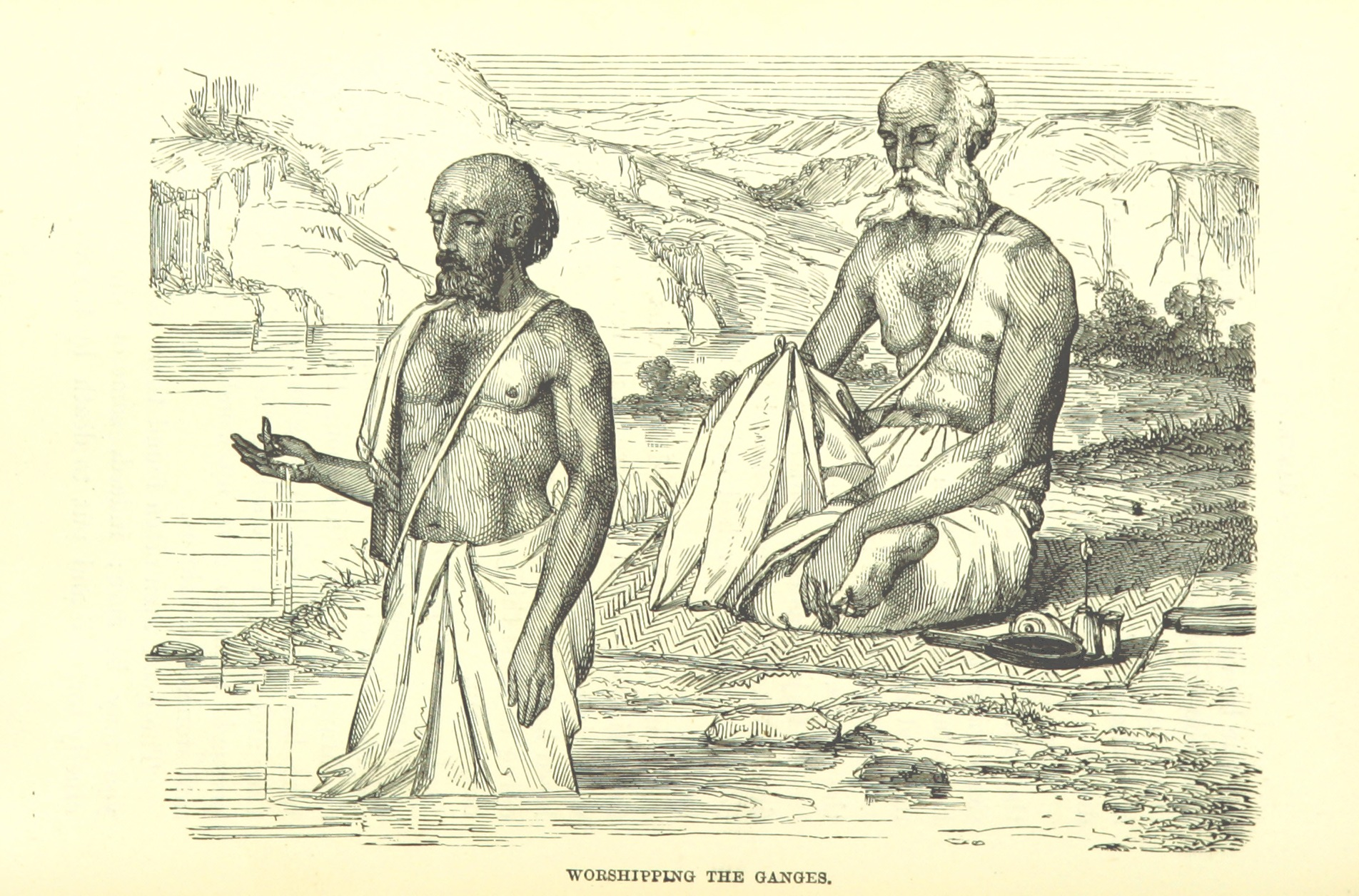
브라만들이 갠지스강을 숭배하는 모습, '사원의 땅 (인도)', 1882

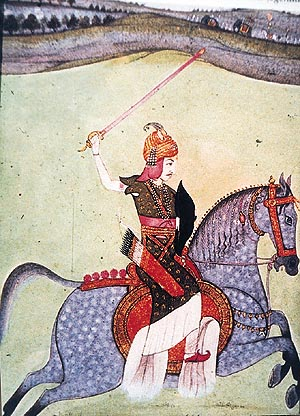
바지라오 1세

브라만(산스크리트어: ब्राह्मण 브라마나)은 힌두교 사회 내의 바르나(이론적 사회 계급)이다. 다른 세 가지 바르나는 크샤트리야(통치자와 전사), 바이샤(상인, 무역상, 농부), 그리고 수드라(노동자)이다. 브라만들의 전통적인 직업은 힌두교 사원이나 사회-종교 의식에서 푸로히트, 판디트, 또는 푸자리와 같은 사제직을 수행하고, 찬송가와 기도와 함께 결혼식을 거행하는 것과 같은 통과 의례 의식을 행하는 것이다.
전통적으로 브라만은 네 가지 사회 계급 중 최고의 의례적 지위를 부여받았으며, 영적 스승(구루 또는 아차리야)으로도 활동했다. 실제로는 인도 문헌에 따르면 일부 브라만은 역사적으로 농업인, 전사, 상인이 되기도 했으며 인도 아대륙에서 다른 직업을 가졌던 것으로 나타났다. 자티(카스트) 체제 내에서 브라만은 비슷한 방식으로 가장 높은 지위를 차지하지만, 브라만들 사이에서도 엄격한 계층화가 존재하며 다른 카스트와 하위 카스트들이 브라만 지배에 도전하려는 역사적 시도가 있었기 때문에 복잡한 측면이 있다.

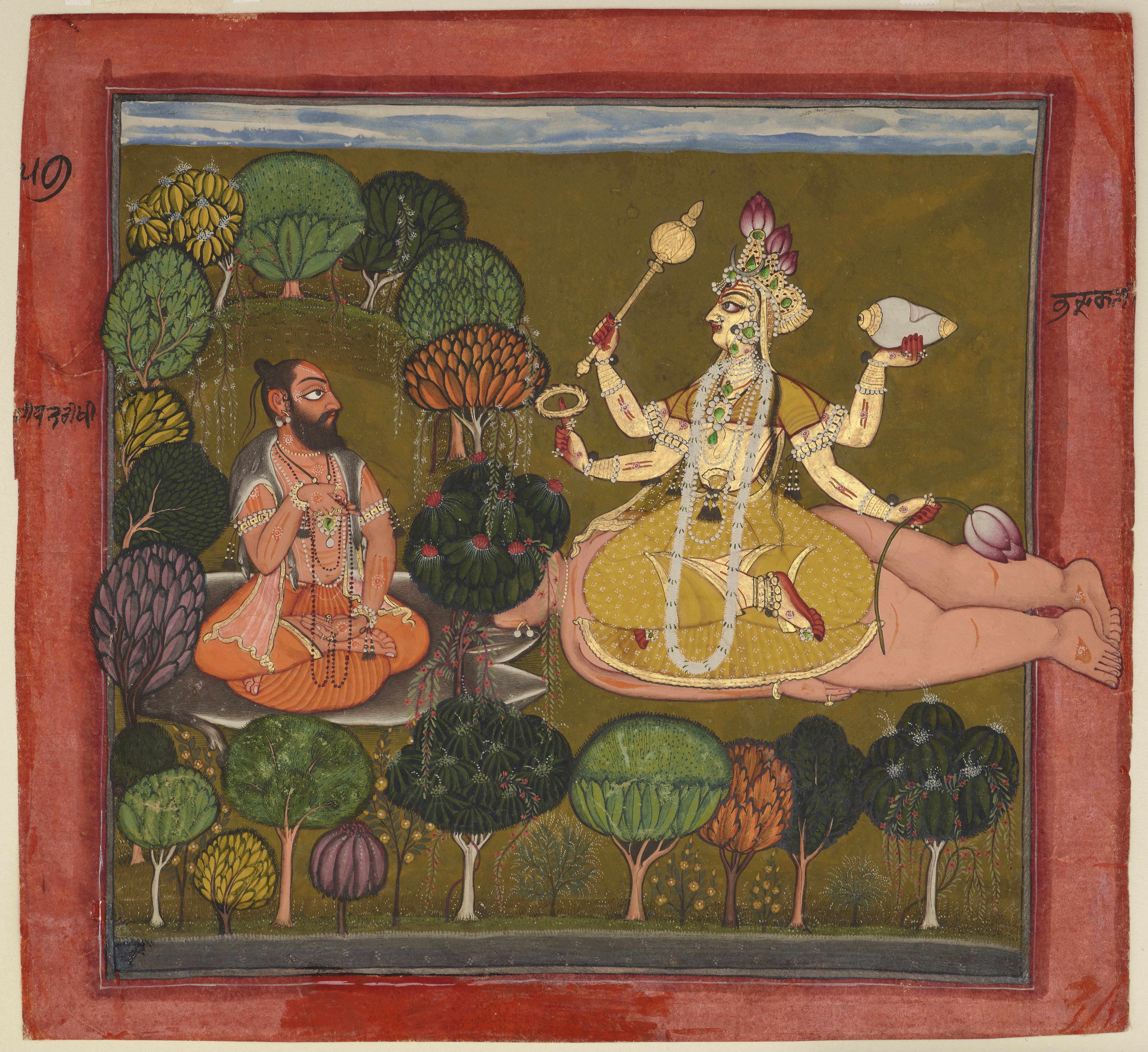
리쉬가 샤크티를 숭배하는 모습

## 기원과 역사
카나우지와 중앙 지역은 중세 시대 내내 이주하는 브라만들의 주요 본향이었을 가능성이 높다. 마드야데샤나 갠지스 강 유역에서 멀리 떨어진 지역의 브라만들 사이에서는 카나우지 출신이라는 주장이 자주 제기된다.

### "브라만"이라는 용어의 일반적인 의미

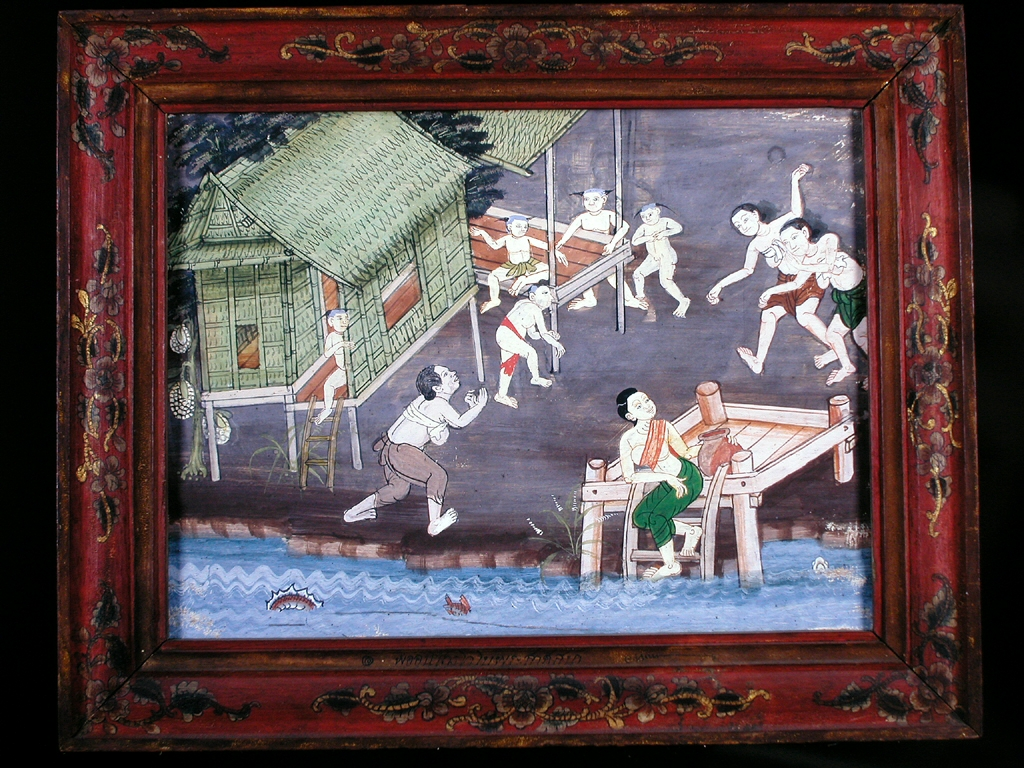
1800년대 태국의 브라만 불교 회화

"브라만"이라는 용어는 고대 및 중세 수트라와 불교 및 자이나교의 주석서에 광범위하게 등장한다. 현대 학자들은 고대 문헌에서 브라만이라는 용어의 사용이 카스트를 의미하는 것이 아니라 단순히 "대가"(전문가), 수호자, 은둔자, 설교자 또는 어떤 전통의 안내자를 의미한다고 주장한다. 불교 및 기타 비힌두 전통에서 브라만의 대체 동의어는 마하노이다.
스트라본은 메가스테네스를 인용하여 두 가지 인도 철학 학파인 슈라마나와 브라만을 강조한다.
메가스테네스는 철학자들을 다르게 분류하여, 그들 중 한 종류를 브라크마네스라고 부르고 다른 종류를 사르마네스라고 부른다...

패트릭 올리벨은 불교 문헌과 브라만 문헌 모두 "브라만"을 출생 가족이 아니라 개인의 자질로 반복해서 정의한다고 말한다. 이러한 미덕과 특성은 산야사 생활 단계 또는 영적 추구를 위한 금욕 생활 동안 힌두교에서 소중히 여겨지는 가치를 반영한다. 올리벨은 브라만들이 대부분의 고행자들이 나온 사회 계급이었다고 말한다. 인도 문헌에서 브라만이라는 용어는 또한 단순히 사제 계급의 사람이 아니라 선하고 덕 있는 사람을 의미하기도 했다.

### 푸루샤 숙타
"브라만"을 가능한 사회 계급으로 처음 언급한 것은 리그베다에서 단 한 번 나타나며, 이 찬송가는 푸루샤 숙타라고 불린다. 만달라 10의 찬송가인 리그베다 10.90.11-2에 따르면, 브라만은 푸루샤의 입에서 나왔다고 묘사되는데, 이는 말이 나오는 신체의 부분이기 때문이다.
푸루샤 숙타 바르나 구절은 이제 일반적으로 나중에 베다 문헌에 삽입된 것으로 간주되며, 아마도 건국 신화로서 삽입되었을 것이다. 산스크리트어 및 종교학 교수 스테파니 제미슨과 조엘 브레레튼은 "리그베다에는 정교하고 세분화된 포괄적인 카스트 제도가 있었다는 증거가 없으며", "바르나 제도는 리그베다에서 배아 상태였고, 그 당시에도 그리고 나중에도 사회적 현실이라기보다는 사회적 이상이었다"고 말한다.
비제이 나스에 따르면, 마르칸데야 푸라나 (250 CE)에는 라크샤사 가문에서 태어난 브라만들에 대한 언급이 있다. 그는 이것이 일부 브라만이 이민자이며 일부는 혼혈이라는 것을 나타낸다고 주장한다.

### 굽타 시대

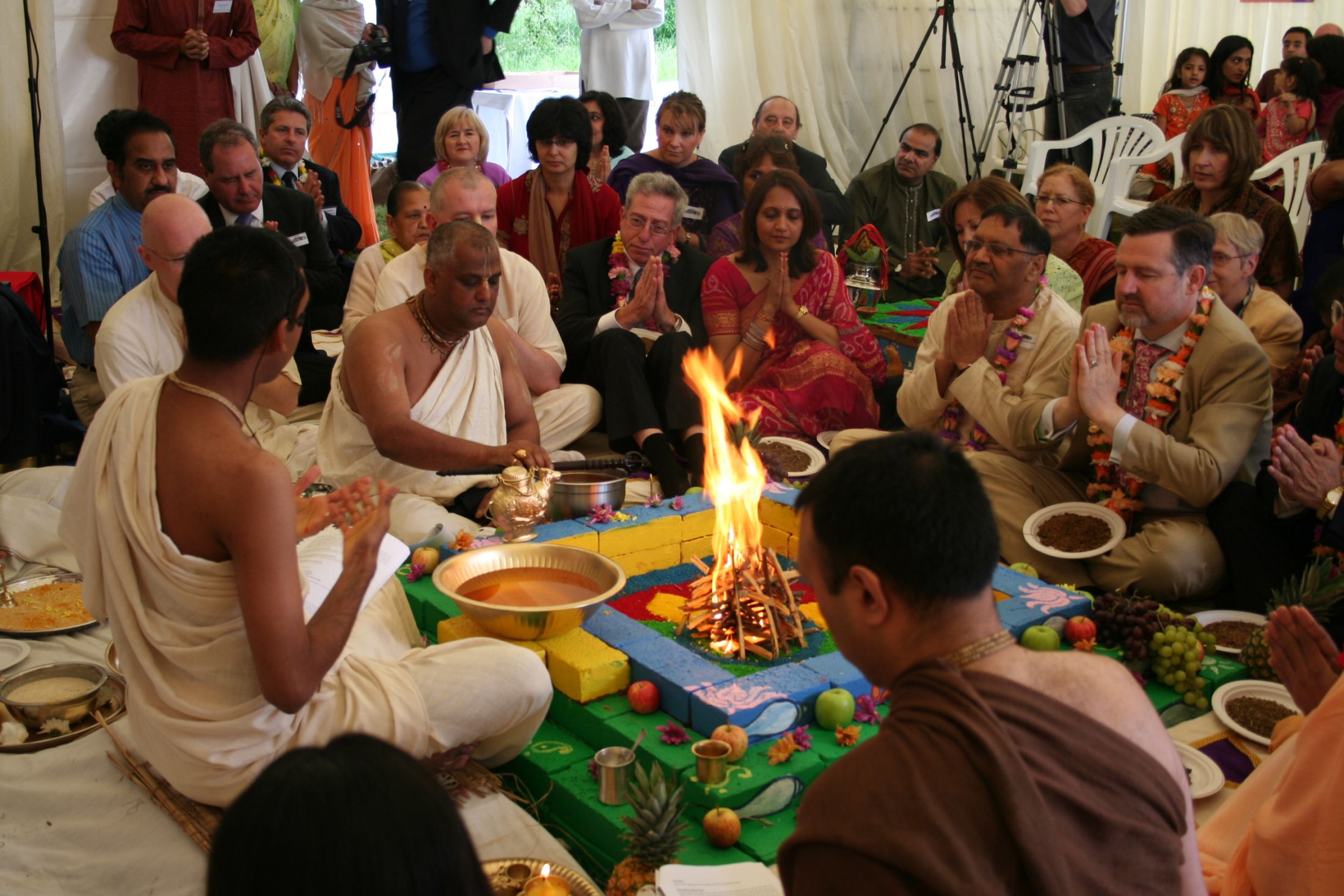
북서 런던의 브라만들이 브렌트 및 해로우 정치인들과 함께 흰 옷을 입고 불 주변에서 브후미 푸자 의식 야즈나를 수행하고 있다

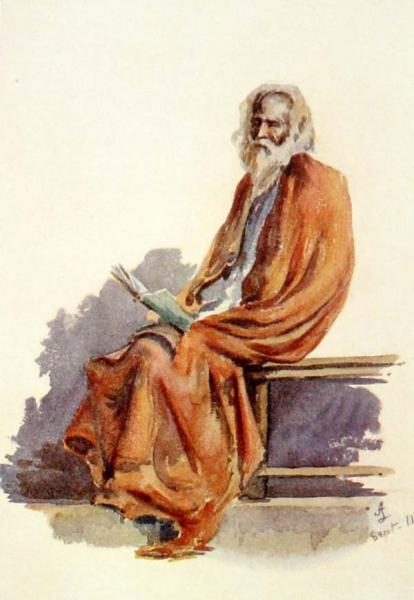
금욕주의 전통의 고행자 (1914년)

아브라함 에랄리에 따르면, "브라만은 굽타 제국 시대(3세기부터 6세기 CE), 즉 불교가 지배하던 시대 이전에 역사 기록에 거의 존재하지 않았다." "기원전 3세기부터 기원후 1세기 말까지 어떤 인도 문헌에서도 브라만, 희생, 어떤 종류의 의식 행위도 단 한 번도 언급되지 않았다." 그는 또한 "문학적 및 물질적 증거의 부재는 그 당시 브라만 문화가 존재하지 않았다는 것을 의미하는 것이 아니라, 엘리트 후원이 없었고 주로 농촌 사람들에게 국한되어 역사에 기록되지 않았을 뿐"이라고 말한다. 사제로서의 역할과 신성한 지식의 보존, 그리고 베다 슈라우타 의식 수행에서의 그들의 중요성은 굽타 제국 시대 이후에 증가했다.
그러나 1천년기 이후 브라만이나 힌두교의 다른 바르나의 실제 역사에 대한 지식은 단편적이고 예비적이며, 검증 가능한 기록이나 고고학적 증거는 거의 없고, 비역사적인 산스크리트어 작품과 소설에서 구성된 것이 많다. 미하엘 비첼은 다음과 같이 썼다.
이 분야에 대한 현재 연구는 단편적이다. 이 근본적인 주제에 대한 우리의 지식 상태는 기껏해야 예비적인 수준이다. 대부분의 산스크리트어 작품은 비역사적이거나, 적어도 인도의 역사에 대한 연대기적 설명을 제시하는 데 특별히 관심이 없다. 라자타랑기니나 네팔의 고팔라밤사발리에서 실제로 역사를 접할 때, 텍스트는 브라만들을 자세히 다루지 않는다.

### 바크티 운동에서의 역할 및 사회 개혁 참여

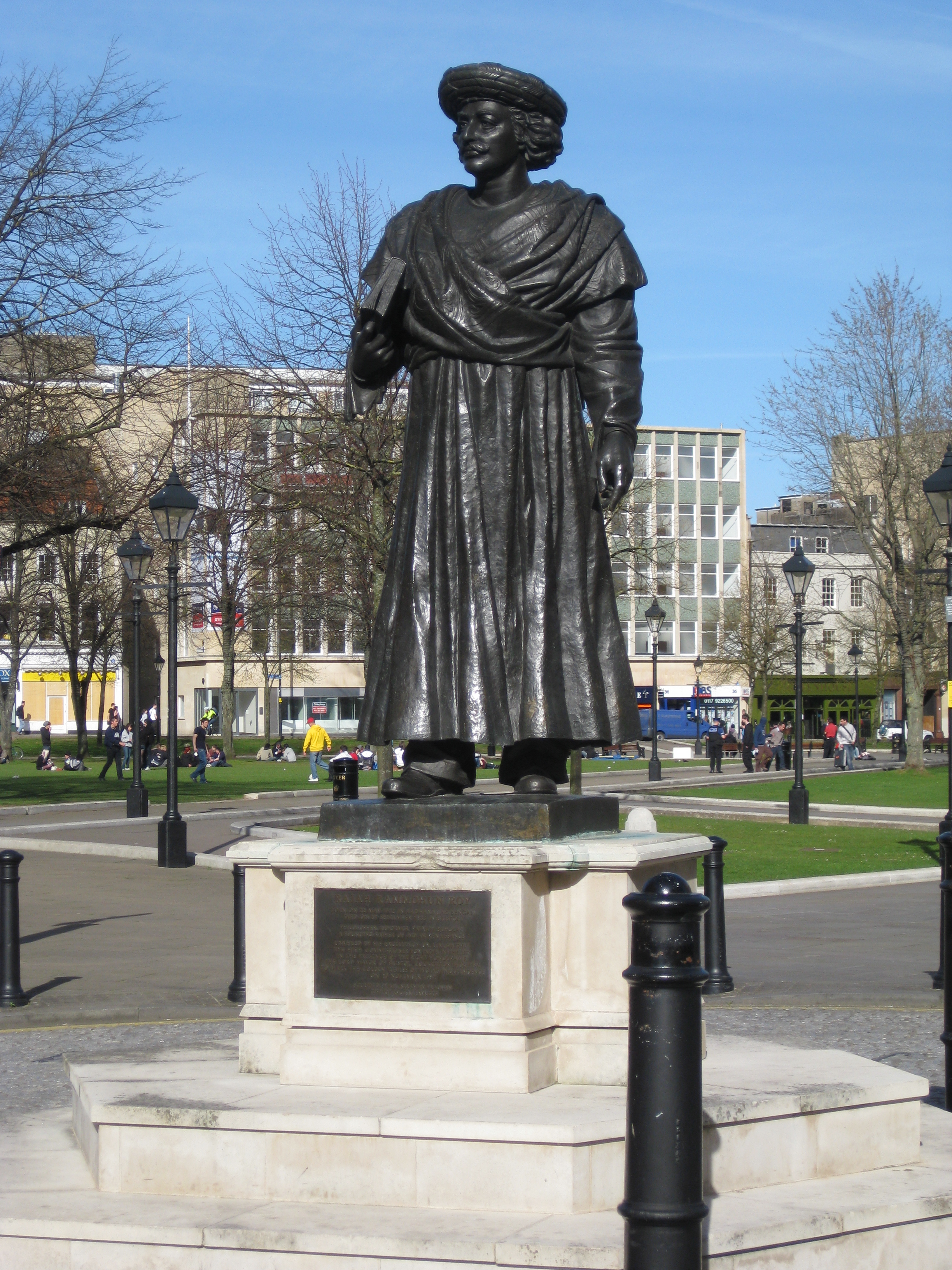
라자 람 모한 로이, 브라만으로 브라마 사마지를 설립했다.

바크티 운동의 저명한 사상가들과 초기 옹호자들 중 상당수는 브라만이었는데, 이 운동은 개인과 개인적인 신과의 직접적인 관계를 장려했다. 바크티 운동을 육성한 많은 브라만 중에는 바이슈나비즘의 라마누자, 님바르카, 발라바 및 마드바차리야가 있었다. 또 다른 헌신적인 시인 산트인 라마난다도 있었다. 브라만 가문에서 태어난 라마난다는 성별, 계급, 카스트 또는 종교(예: 무슬림)에 상관없이 모든 사람을 영적 추구에 환영했다. 그는 자신의 영적 메시지를 산스크리트어 대신 널리 사용되는 방언으로 시로 작곡하여 널리 접근 가능하게 만들었다. 힌두교 전통은 그를 현대 아시아에서 가장 큰 수도 공동체인 힌두교 라마난디 삼프라다야의 설립자로 인정한다.
사회적 또는 성별 차별 없이 영적 운동을 이끈 다른 중세 시대 브라만에는 아르카트 라젠드란 (9세기 여성 시인), 바사바 (12세기 링가야트교), 드냐네슈와르 (13세기 바크티 시인), 발라바차리야 (16세기 바이슈나바 시인), 차이타냐 마하프라부 (14세기 바이슈나바 성인) 등이 있다.
많은 18세기와 19세기 브라만들은 우상숭배를 비판하는 종교 운동을 이끈 것으로 평가받는다. 예를 들어, 브라만 라자 람 모한 로이는 브라마 사마지를 이끌었고 다야난다 사라스바티는 아리아 사마지를 이끌었다.

## 사회에서의 역할

### 베다 시대의 의무
힌두교의 다르마수트라와 다르마샤스트라 경전은 브라만의 기대, 의무 및 역할을 설명한다.
쿨카르니에 따르면, 그리아수트라(Grhya-sutras)는 야즈나(제사를 거행하는 것), 아드야야나(베다를 공부하고 가르치는 것), 다나 프라티그라하(보시를 받고 주는 것)가 "브라만들의 특유한 의무와 특권"이라고 명시한다. 존 부사니치(John Bussanich)는 고대 인도 문헌에 브라만에게 설정된 윤리적 규범이 그리스의 미덕 윤리와 유사하며, "마누의 다르마적 브라만은 아리스토텔레스의 실천적 지혜를 가진 사람과 비교될 수 있다"고 말한다. 또한 "덕 있는 브라만은 플라톤-아리스토텔레스적 철학자와 다르지 않다"는 차이점은 후자가 사제적이지 않다는 것이다.
브라만은 세 가지 의무를 수행하는 다른 두 번 태어난 자와 달리 여섯 가지 베다 의무를 모두 수행해야 했다.
|            | 아드야야나 (베다 연구) | 야자나 (자신을 위한 희생 제의) | 다나 (선물 주기) | 아드야파나 (베다 가르치기) | 야자나 (희생 제의 사제 역할) | 프라티그라하 (선물 받기) |
| ---------- | ---------------------- | ------------------------------ | ---------------- | -------------------------- | ---------------------------- | ------------------------ |
| 브라만     | ✓                      | ✓                              | ✓                | ✓                          | ✓                            | ✓                        |
| 크샤트리야 | ✓                      | ✓                              | ✓                | 아니요                     | 아니요                       | 아니요                   |
| 바이샤     | ✓                      | ✓                              | ✓                | 아니요                     | 아니요                       | 아니요                   |

### 실제 직업

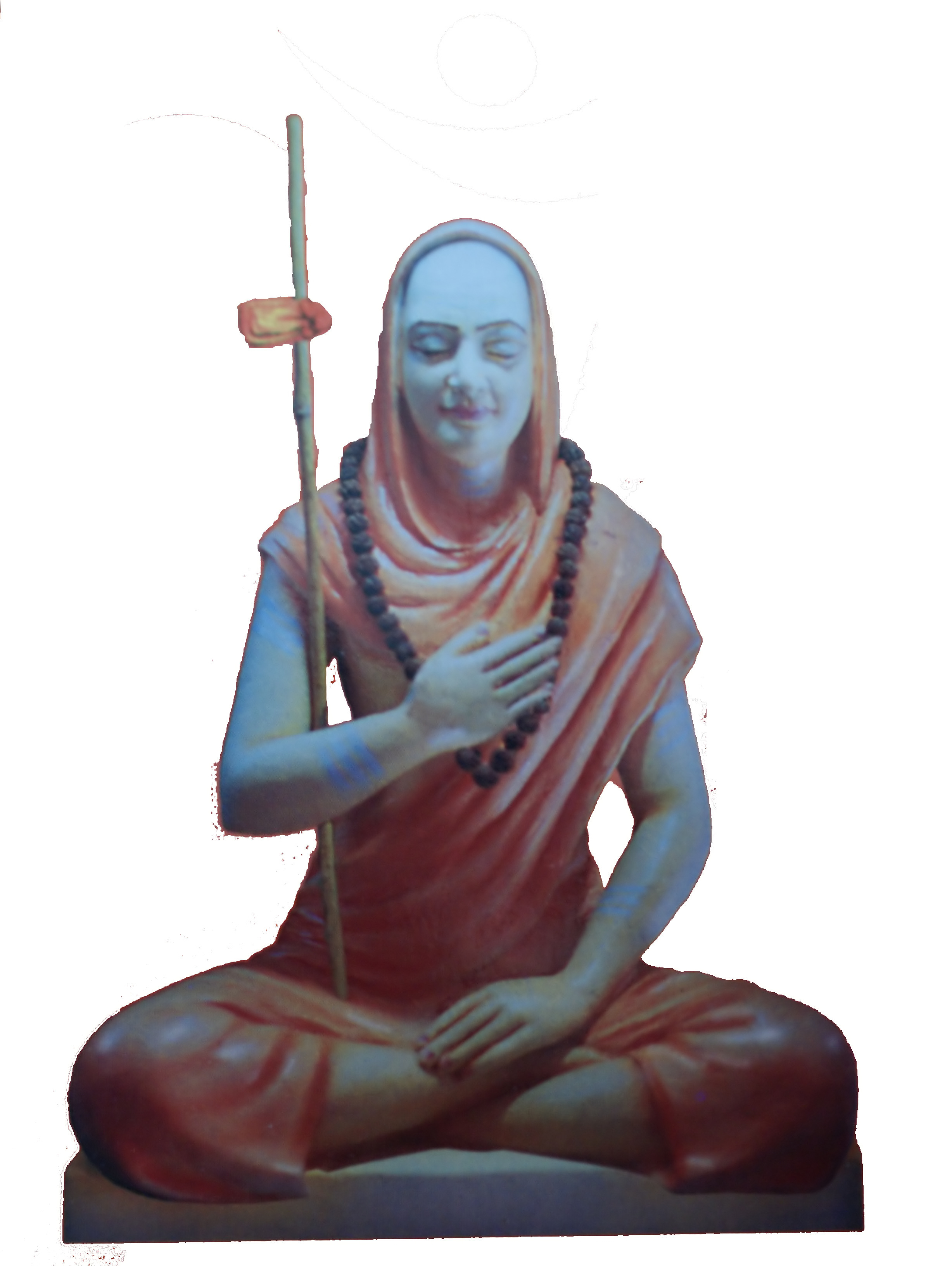
불이일원론의 지지자였던 가우다파다차리야는 브라만 가문에서 태어났다. 그의 제자 샹카라는 힌두교의 주요 사상을 통합하고 확립한 것으로 평가받는다.

학자들의 주장에 따르면 역사적 기록은 브라만 바르나가 특정 지위나 사제직 및 교직에만 국한되지 않았음을 시사한다. 기원전 375년에 태어난 브라만인 차나키야는 고대 인도의 박학다식한 인물로, 교사, 작가, 전략가, 철학자, 경제학자, 법학자, 왕실 고문으로 활동했으며, 최초의 마우리아 황제 찬드라굽타 마우리아가 권력을 잡는 데 도움을 주었고 마우리아 제국의 설립에 중요한 역할을 한 것으로 널리 평가받는다. 기원후 1천년 중반 이후의 역사 기록은 브라만들이 중세 인도에서 예외가 아닌 오히려 농업인과 전사였다고 시사한다. 돈킨과 다른 학자들은 호이살라 제국 기록에 "말, 코끼리, 진주를 거래"하고 14세기 이전에 중세 인도 전역에서 물품을 운송했던 브라만 상인들이 자주 언급된다고 말한다.
팔리어 대장경은 브라만들을 가장 명망 있고 엘리트적인 비불교 인물로 묘사한다. 그들은 그들이 학문을 자랑스럽게 여기는 것을 언급한다. 팔리어 대장경과 자타카와 같은 다른 불경들도 브라만들의 생업이 농부, 수공예 장인, 목수 및 건축과 같은 직업을 포함했다고 기록한다. 그레그 베일리와 이안 맵벳은 불교 문헌들이 브라만들이 인도의 고전 시대에 "종교적 관행이 아니라 온갖 세속적 직업에 종사하여 생계를 유지했다"는 것을 광범위하게 증명한다고 말한다. 자타카와 숫타니파타와 같은 불교 문헌에 언급된 브라만 직업 중 일부는 매우 천한 직업이다. 다르마수트라도 브라만 농부들을 언급한다.
하이다르와 사르다르에 따르면, 북인도의 무굴 제국과는 달리 브라만들은 데칸 술탄국의 행정에서 중요한 역할을 했다. 골콘다 술탄국 하에서는 텔루구 니요기 브라만들이 회계사, 장관, 세입 행정, 사법 서비스 등 다양한 역할을 수행했다. 데칸 술탄국은 또한 행정의 여러 계층에서 마라티 브라만을 대거 채용했다. 17세기와 18세기 마라타 제국 시대에는 마라티 브라만의 직업이 국정 관리에서 전사, 그리고 페슈와로서의 사실상의 통치자에 이르기까지 다양했다.
마라타 제국 붕괴 후, 마하라슈트라 지역의 브라만들은 새로운 영국 통치자들이 개척한 기회를 빠르게 활용했다. 그들은 서양 교육을 가장 먼저 받아들인 공동체였으며, 따라서 19세기에 영국 행정의 하위 계층을 지배했다. 마찬가지로, 타밀 브라만들도 영국 식민지 통치 기간 동안 영어 교육을 빠르게 받아들여 정부 서비스와 법률 분야를 지배했다.
에릭 벨먼은 이슬람 무굴 제국 시대에 브라만들이 무굴 제국의 고문으로, 나중에는 영국 라지의 고문으로 봉사했다고 말한다. 영국 동인도 회사는 또한 비하르주와 아와드 (현재 우타르프라데시주)의 브라만 공동체에서 세포이(군인)를 모집했다. 벵골군. 남아시아의 다른 지역에 사는 많은 브라만들은 다른 바르나와 마찬가지로 모든 종류의 직업에 종사했다. 예를 들어 네팔 힌두교인들 사이에서 니엘스 구츠쇼와 악셀 미카엘스는 18세기부터 20세기 초까지 관찰된 브라만들의 실제 직업에는 사원 사제, 장관, 상인, 농부, 도공, 석공, 목수, 구리 세공인, 석공, 이발사, 정원사 등이 포함되었다고 보고한다.
우타르프라데시주와 같은 20세기 다른 조사에서는 조사된 거의 모든 브라만 가구의 주업이 사제직이나 베다 관련 직업이 아니라 다른 바르나와 마찬가지로 농작물 재배(브라만 80%), 낙농, 서비스업, 요리와 같은 노동 및 기타 직업에 걸쳐 있었다. 이 조사는 현대에 주업으로 농업에 종사하는 브라만 가구들이 직접 땅을 경작하고, 많은 이들이 다른 농부들에게 노동 서비스를 판매하여 수입을 보충한다고 보고했다.
대단히 특이하게 요리사는 브라만만 할 수 있는 직업인데 이는 하위 카스트가 만든 음식을 상위 카스트가 먹으면 안 된다는 원칙이 존재하기 때문이다. 이 원칙 때문에 요리사의 카스트가 브라만으로 격상되기도 했지만. 반대급부로, 보수적인 브라만들은 흙으로 만든 그릇(도자기가 아닌 말린 흙그릇)에 음식을 담아 먹는 관습이 생겼는데 외국인 손님과 같이 식사를 할 경우, 식사가 끝나면 그 외국인이 없는 곳에서 그 외국인이 사용했던 흙그릇을 깨버리는 관습도 같이 생겨났다.

## 브라만 내부의 계층화
칼하나의 라자타랑기니 (12세기 CE)와 스칸다푸라나의 사흐야드리칸다 (5세기-13세기 CE)에 따르면, 브라만은 지리적 요인에 따라 크게 두 그룹으로 나뉜다. 북부 판차 가우다 그룹은 빈디아산맥 북쪽에 거주하는 다섯 개의 브라만 공동체로 구성되어 있다. 역사적으로 빈디아산맥은 고대 인도아리아인의 영토인 아리아바르타의 남쪽 경계를 형성했으며, 가우다는 영토적, 민족지적, 언어적 함의를 지닌다. 언어적으로 "가우다"는 북인도의 산스크리트어에서 파생된 언어를 의미한다. 판차 가우다 브라만은 다음과 같다.
- 사라스바트
- 칸야쿠브자 브라만
- 가우다 브라만
- 웃칼라 브라만
- 마이틸 브라만

가우르 브라만의 하위 카스트는 다음과 같다.
- 사나드야[68]
- 팔리왈[69]

칸야쿠브자 브라만 하위 카스트는 다음과 같다.
- 주자티야 브라만[70]
- 사르유파린 브라만[70]
- 벵골 쿨린 브라만[70]
- 아나빌 브라만[71][72] (일반적으로 브라만으로 인정받지 못하지만)
- 카스 브라만 – 네팔 바훈[70][73]

판차 드라비다 브라만은 빈디아산맥 남쪽에 거주한다. "드라비다"라는 용어 역시 영토적, 언어적, 민족학적 함의를 지니며, 남인도, 드라비다 민족, 그리고 남인도의 드라비다어를 지칭한다. 판차 드라비다 브라만은 다음과 같다.
- 카르나타카 (카르나타카 브라만)
- 타일랑가 (텔루구 브라만)
- 드라비다 (타밀나두 및 케랄라의 브라만)
- 마하라슈트라카 (마하라슈트라 브라만)
- 구르자라 ( )[74]

## 인도 아대륙 밖

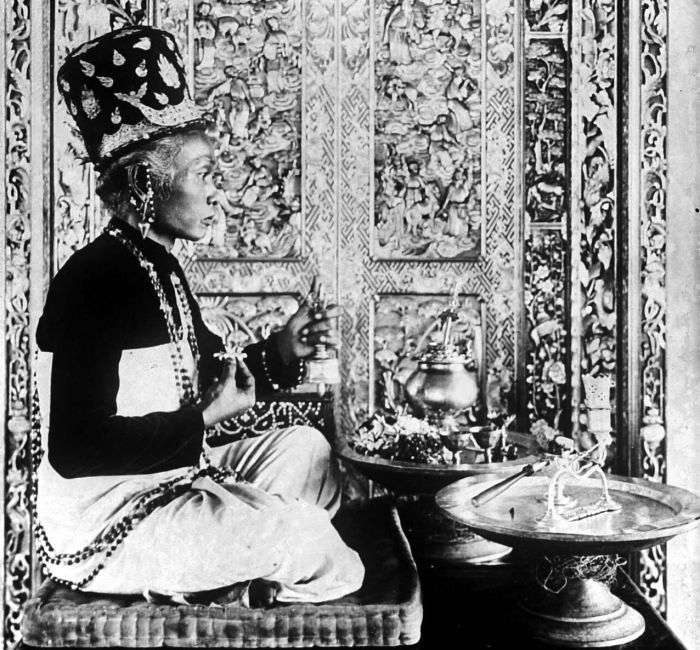
인도네시아 발리주의 힌두교인들 사이에서 브라만은 페단다라고 불린다. 술링기(Sulinggih)라고 불리는 브라만 사제의 역할은 중세 시대부터 남녀 모두에게 개방되었다. 위 사진은 힌두교 브라만 여사제를 보여준다.

일부 브라만은 18세기와 19세기 버마 불교 왕국에서 영향력 있는 집단을 형성했다. 궁정 브라만은 현지에서 푸나라고 불렸다. 꼰바웅 왕조 동안, 불교 왕들은 궁정 브라만들에게 의지하여 정교한 의식으로 왕위에 오르도록 축성하고 정치적 문제 해결을 도왔다. 불교 왕국에서 힌두 브라만들의 이러한 역할은 힌두 문헌이 그러한 사회적 의식과 정치적 의식에 대한 지침을 제공하는 반면 불교 문헌은 그렇지 않기 때문일 수 있다고 라이더는 말한다.
브라만들은 또한 인도 외 지역에서 법률 및 사법 시스템의 전달, 개발 및 유지에 대한 자문을 제공했다. 힌두 다르마샤스트라, 특히 프라자파티 마누가 쓴 마누스므리티는 앤서니 레이드에 따르면 "버마(미얀마), 시암(태국), 캄보디아 및 자바-발리(인도네시아)에서 법과 질서의 정의 문서로 크게 존경받았으며, 왕들은 이를 지지할 의무가 있었다. 이들은 복사되고, 번역되고, 현지 법전에 통합되었으며, 버마와 시암에서는 원본 텍스트를 엄격히 준수했고, 자바(인도네시아)에서는 현지 필요에 더 잘 적응하는 경향이 있었다."
캄보디아의 신화적 기원은 바다를 통해 도착하여 홍수로 잠긴 땅에 살던 나가 공주와 결혼한 카운디냐라는 브라만 왕자에게 기인한다. 카운디냐는 캄푸자데샤, 즉 캄푸자(캄푸치아 또는 캄보디아로 음역됨)를 세웠다. 카운디냐는 힌두교, 특히 브라흐마, 비슈누, 시바 및 하리하라(절반 비슈누, 절반 시바)를 도입했으며, 이러한 사상은 기원후 1천년 동안 동남아시아에서 성장했다.
베트남에서는 참족 발라몬(힌두 브라만 참족)이 참족 인구의 대다수를 차지한다.
브라만은 특히 불교 왕의 즉위식과 연례 토지 비옥 의식을 위해 태국 왕실 전통의 일부였다. 태국의 라마 1세가 1784년에 설립한 작은 브라만 사원 데와사탄은 그 이후로 태국 민족 브라만들이 관리해 왔다. 이 사원에는 가네샤, 나라야나(비슈누), 이츠수안(시바), 우마, 브라흐마, 인드라 (사카) 및 기타 힌두교의 신들이 모셔져 있다. 이 전통은 태국 브라만들이 힌두교 성지인 바라나시와 남부 타밀나두주에 뿌리를 두고 있으며, 판디타라는 칭호를 사용하고 그들이 수행하는 다양한 연례 의식과 국가 의식이 불교와 힌두교 의식을 혼합한 것이라고 주장한다. 태국 왕의 대관식은 거의 전적으로 왕실 브라만들이 수행한다.

## 인구 통계

각 주별 브라만 비율. 최신 카스트 인구 조사 자료.
16–20%
12–16%
9–12%
4–8%
1–4%
0–1%

영국령 인도 정부가 마지막으로 실시한 카스트 인구 조사는 1931년이었다. 분할되지 않은 인도의 총 인구 2억 7천만 명 중 브라만은 1천 5백만 명이 넘었다.
2007년 보고서에 따르면 인도 브라만은 전체 인구의 약 5%를 차지했으며, 당시 5천 6백만 명이었다.
히말라야 산맥에 위치한 우타라칸드주 (20%)와 히마찰프라데시주 (14%)가 각 주 전체 힌두교 인구 대비 브라만 인구 비율이 가장 높으며, 그 다음은 델리 (12%), 잠무 카슈미르 (연방 직할지) (11%), 우타르프라데시주 (10%) 순이다. 다른 주에서는 브라만 인구가 10% 미만이며, 가장 낮은 곳은 남부 주들인 안드라프라데시주, 타밀나두주 및 케랄라주로, 1%를 차지한다.
개발도상사회연구센터에 따르면, 2004년에 인도 브라만 가구의 약 65%가 월 100달러 미만을 벌었으며, 이는 지정 부족의 89%, 지정 카스트의 91%, 무슬림의 86%와 비교된다.

## 같이 보기
- 비슈와 브라만 디와스
- 베다 사제직
- 브라마바르타
- 브라만 목록
- 브라만 왕조 및 국가 목록
- 타밀 브라만
- 브라만교

## 더 읽어보기
- 발데브 우파디아야, Kashi Ki Panditya Parampara, Sharda Sansthan, 바라나시, 1985.
- 크리스토퍼 알란 베일리, Rulers, Townsmen, and Bazaars: North Indian Society in the Age of British Expansion, 1770–1870, 케임브리지 대학교 출판부, 1983.
- 아난드 A. 양, Bazaar India: Markets, Society, and the Colonial State in Bihar, 캘리포니아 대학교 출판부, 1999.
- M. N. 스리니바스, Social Change in Modern India, 오리엔트 롱만, 델리, 1995.